# Forschung

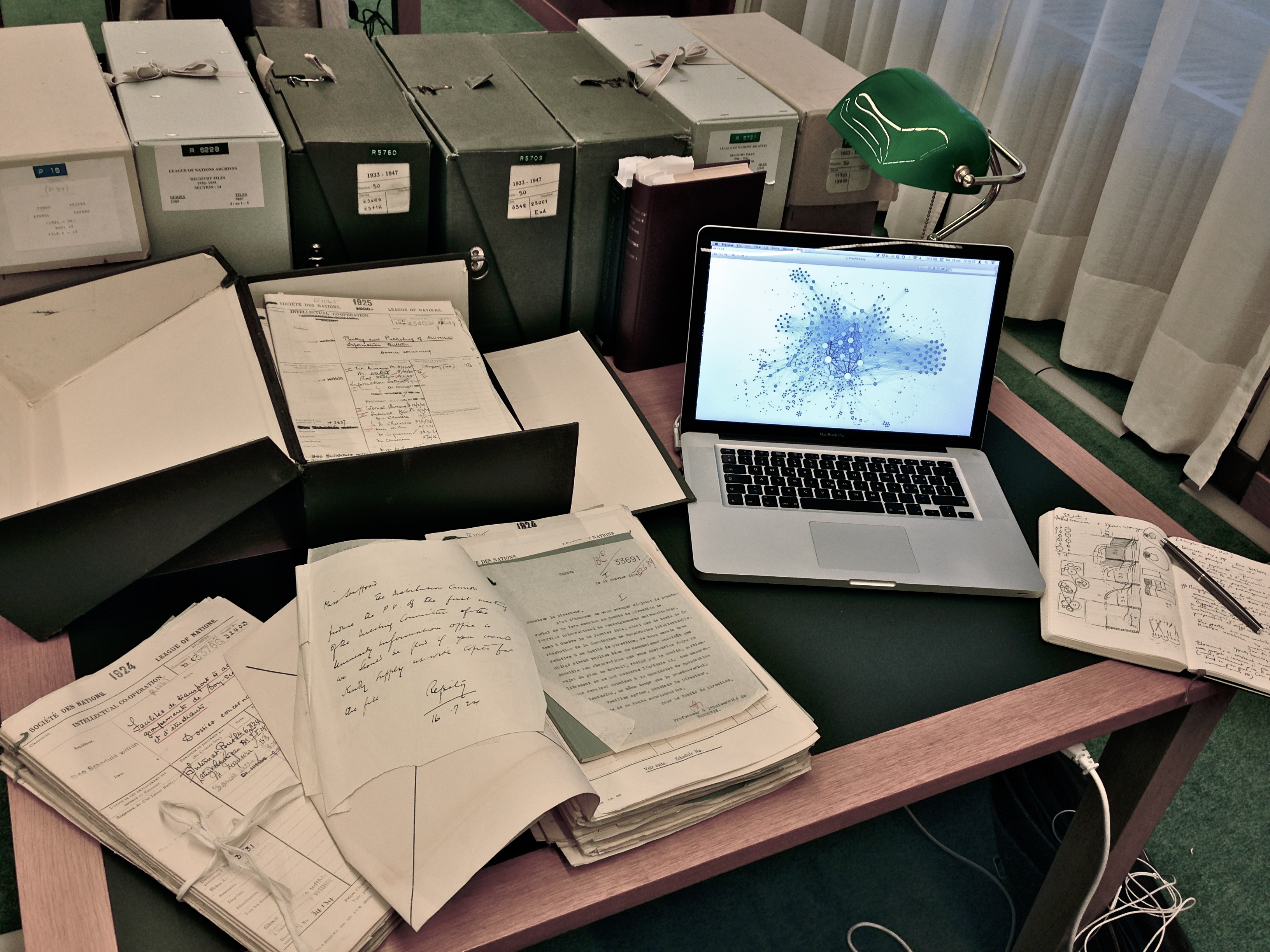
Exemplarische Forschungssituation

Unter Forschung versteht man, im Gegensatz zum zufälligen Entdecken, die systematische Suche nach neuen Erkenntnissen sowie deren Dokumentation und Veröffentlichung. Die Publikation erfolgt überwiegend als wissenschaftliche Arbeit in relevanten Fachzeitschriften und/oder über die Präsentation bei Fachtagungen. Forschung und Forschungsprojekte werden im wissenschaftlichen und industriellen, aber auch im künstlerischen Rahmen betrieben.

## Teilgebiete
Forschung wird im Allgemeinen unterschieden in:
- Grundlagenforschung, die bislang unbekannte Objekte, Verhaltensmechanismen, Grundstrukturen oder Funktionszusammenhänge elementarer Art zu klären versucht. So befasst sich naturwissenschaftliche Grundlagenforschung z. B. mit der Funktion von Organismen in der Biologie oder den Wechselwirkungen von Stoffen in der Chemie und Physik. Geisteswissenschaftliche Grundlagenforschung hat z. B. das Phänomen Bildung zum Thema. Sie erkundet historisch oder gesellschaftlich relevante Gesetzmäßigkeiten menschlichen Verhaltens. Diese Forschung wird systematisch und auftragsgemäß vor allem an Wissenschaftlichen Hochschulen betrieben. Ein Beispiel europäischer Grundlagenforschung ist insbesondere CERN (Europäische Organisation für Kernforschung) in Genf und European Synchrotron Radiation Facility in Grenoble. In Deutschland sind darüber hinaus auch spezielle Forschungseinrichtungen wie die gemeinnützige Forschungsorganisation Max-Planck-Gesellschaft e. V. (MPG) sowie die Institute der Helmholtz-Gemeinschaft Deutscher Forschungszentren (HGF) befasst. In Österreich arbeiten Einrichtungen wie die Österreichische Akademie der Wissenschaften (ÖAW) in der Grundlagenforschung. In Italien gilt Triest als ein Zentrum der Grundlagenforschung mit dem International Centre for Theoretical Physics (ICTP), dem Forschungskomplex Elettra Sincrotrone Trieste mit unter anderem dem Elektronenbeschleuniger Elettra[2] und dem Freie-Elektronen-Laser FERMI.[3] Grundlagenforschung dient der Erweiterung elementarer wissenschaftlicher Erkenntnisse. Der Anwendungsbereich steht nicht im Vordergrund des Interesses. Grundlagenforschung bietet ein Fundament für die angewandte Forschung und Entwicklung.

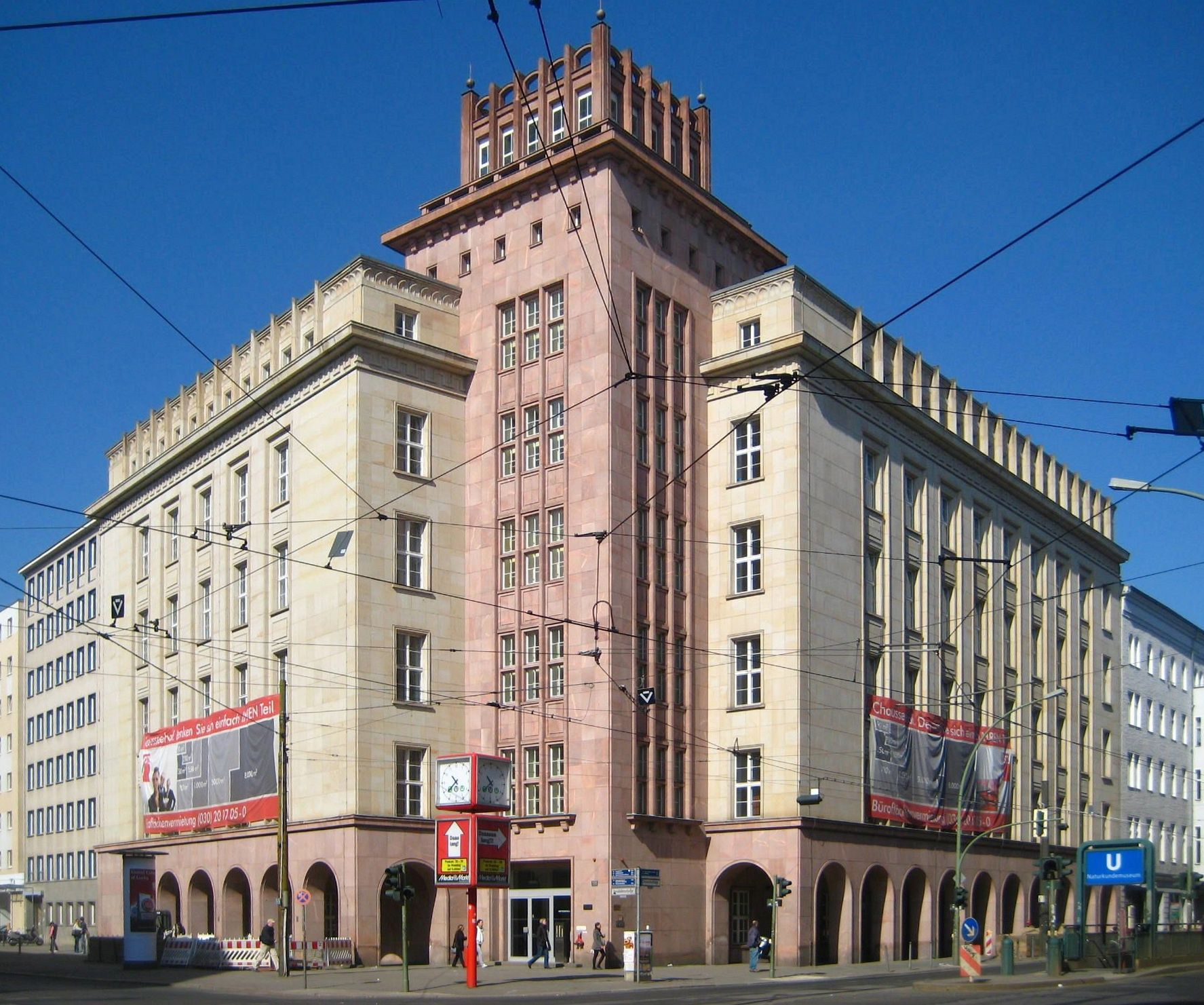
Sitz der Leibniz-Gemeinschaft in Berlin

- Translationale Forschung, weiterführende, gezielte Grundlagenforschung an der Schnittstelle zur angewandten Forschung, die auf selbst gewonnenen wissenschaftlichen Erkenntnissen aufbaut und auf konkrete Anwendungsziele oder/und einen zu entwickelnden wirtschaftlichen, gesellschaftlichen oder kulturellen Nutzen ausgerichtet ist.[4] Hierzu zählt beispielsweise die Forschung der Leibniz-Gemeinschaft. In den Gesundheitswissenschaften und der Medizin (siehe Translationale Medizin) wird der Begriff verstanden als multidirektionale und multidisziplinäre Integration von Grundlagenforschung, patientenorientierter Forschung und bevölkerungsbezogener Forschung fördert, und zwar mit dem langfristigen Ziel, die Gesundheit der Allgemeinheit zu verbessern.[5]
- Angewandte Forschung (auch Zweckforschung), die ein praxisbezogenes, oft technisches oder medizinisches Problem lösen will. Sie verfolgt eine wirtschaftliche Nutzung und findet sowohl an Hochschulen als auch in der freien Wirtschaft, in Deutschland auch an den Instituten der Fraunhofer-Gesellschaft, statt. In anderen Ländern kennt man ebenfalls ähnliche, teils staatlich finanzierte Einrichtungen, zum Beispiel die TNO in den Niederlanden, das Austrian Institute of Technology (AIT) in Österreich oder der AREA Science Park in Triest, Italien. Im engeren Sinne wird bei Angewandter Forschung noch zwischen Verfahrens- und Erzeugnisforschung unterschieden. Die gewonnenen Erkenntnisse werden in technische Entwicklungen umgesetzt.

Während die Grundlagenforschung vom reinen Erkenntnisinteresse geleitet wird und allgemein gültige Zusammenhänge und Gesetzmäßigkeiten aufzuspüren versucht, ist die Angewandte Forschung auf praxisrelevante, nützliche Ergebnisse ausgerichtet wie etwa in der medizinischen Forschung. Jede der beiden Forschungsrichtungen kann Impulsgeber für die andere sein und von der anderen profitieren. Die Grundlagenforschung arbeitet auf einem höheren Abstraktionsniveau, die Anwendungsforschung bewegt sich näher an der praktischen Verwertbarkeit. Die Stanford University in Kalifornien mit dem Stanford Linear Accelerator Center, den Forschungen bzw. Studien in Natur- und Ingenieurwissenschaften und den IT-Unternehmen im Silicon Valley gilt als internationales Vorbild hinsichtlich Verbindung von Grundlagenforschung, Anwendungsforschung und wirtschaftlicher Nutzung.
Im Weiteren wird zwischen disruptiver und konsolidierender Forschung unterschieden: Ganz neue Erkenntnisse aus der Forschung – meist einer Grundlagenforschung – werden als «disruptiv» bezeichnet, während Forschungsergebnisse, die auf bestehendem Wissen aufbauen, als «konsolidierend» bezeichnet werden. So war die Entdeckung der mRNA in den 1960er Jahren bahnbrechend und in diesem Sinne disruptiv, während die darauf aufbauende Forschung und Entwicklung der mRNA-Impfstoffe zur Bekämpfung der Covid-19-Pandemie als konsolidierend bezeichnet werden kann. Man spricht in diesem Zusammenhang auch von einer Pfadgebundenheit oder Pfadabhängigkeit einer eingeschlagenen Forschungsrichtung.

## Finanzierung
Das Wirtschaftswachstum kann über die Investitions- bzw. Forschungsquote gefördert werden. Daher ist die Forschung und deren Finanzierung volkswirtschaftlich erheblich. Vor allem die Konzentration von Forschung und Entwicklung auf Spitzentechnologie wirkt langfristig wachstumsfördernd.
Gemessen am finanziellen Aufwand entfällt in den Industrieländern der Großteil der Forschung auf die Industrie, ist also vor allem der angewandten Forschung zuzurechnen. Die Grundlagenforschung wird hingegen überwiegend von Wissenschaftlern der Forschungseinrichtungen der Hochschulen sowie (in geringerem Ausmaß) spezialisierter Institute getragen.
Diese Forschung wird überwiegend aus dem Budget des Instituts bzw. der Hochschule finanziert. Doch wächst in fast allen westlichen Staaten der Anteil sogenannter Drittmittelforschung. Im Wesentlichen sind dies von Hochschullehrern beantragte und durchgeführte Forschungsprojekte, für die meist eine (halb-)staatliche Forschungsförderung existiert.
Im Rahmen der EU ist der Europäische Forschungsrat (European Research Council, ERC) eine wichtige Institution zur Finanzierung von Grundlagenforschung.

### Deutschland
Laut Berechnungen des Statistischen Bundesamtes für das Jahr 2007 betrugen die gesamten Forschungsaufwendungen in Deutschland
insgesamt rund 61,5 Milliarden Euro, wovon 70 Prozent von der Industrie finanziert wurden. Die forschenden Pharmaunternehmen in Deutschland trugen dabei 10,5 Prozent der gesamten Forschungsaufwendungen der deutschen Industrie.
Von den etwa 18 Milliarden Euro „nichtindustrieller“ Forschung entfällt der Großteil auf die Institute an den Hochschulen und Akademien. Zu deren Primärbudgets kommen die eingeworbenen Drittmittel, welche überwiegend die Deutsche Forschungsgemeinschaft (DFG) finanziert. Deren Etat belief sich 2010 auf rund 2,3 Milliarden Euro. Laut Forschungsbericht 2010 kamen davon 67,1 Prozent vom Bund, 32,7 Prozent von den Ländern und 0,2 Prozent aus Stiftungen und privaten Zuwendungen.
Von den 32.000 Forschungsprojekten der laufenden Förderung waren über 15.000 in der Einzelförderung angesiedelt. Für sie wurden 2010 insgesamt 894 Millionen Euro an Fördermitteln bewilligt. Dazu kommen 256 Sonderforschungsbereiche, für welche die DFG etwa 4600 Projekte unterstützte (Bewilligungsvolumen 547 Millionen Euro). Der DFG-Bericht schreibt ferner: Ebenfalls in den koordinierten Programmen gefördert wurden 237 Graduiertenkollegs (138 Millionen Euro), 113 Schwerpunktprogramme mit etwa 3400 Projekten (193 Millionen Euro) und 252 Forschergruppen mit fast 2500 Projekten (150 Millionen Euro).

### Österreich
Österreichs Forschungsförderungsfonds FWF und FFG unterscheiden zwischen Grundlagen- und gewerblicher Forschung. Beide Fonds werden überwiegend vom Staat finanziert, der Rest aus der Privatwirtschaft. Der FWF bewilligte 2012 684 neue Forschungsprojekte in der Höhe von insgesamt knapp 200 Millionen Euro.
Auf 427 Mio. Auszahlung für Forschungsprojekte kommt die FFG im Jahr 2012. Weitere (teils öffentliche) Fördereinrichtungen sind die Christian-Doppler Gesellschaft und die ÖAW.
Neben FWF und FFG gibt es in Österreich noch eine Reihe weiterer Forschungsfinanzierungsagenturen, wie z. B. die Bundesministerien für Wissenschaft und Forschung, für Verkehr, Innovation und Technologie, und für Wirtschaft, Familie und Jugend. Einige Bundesländer haben ebenfalls Forschungsförderprogramme eingerichtet, wie z. B. Wien mit dem WWTF (Wiener Wissenschafts-, Forschungs- und Technologiefonds) und dem ZIT (Zentrum für Innovation und Technologie) oder die SFG in der Steiermark (Steirische Wirtschaftsförderungsgesellschaft). Fast alle Bundesländer bedienen sich aber auch der FFG, um eigenfinanzierte Programme abwickeln zu lassen. Der Anteil an privater non-for-profit Forschungsfinanzierung ist in Österreich vergleichsweise gering.

### Schweiz
Gemäß Staatssekretariat für Bildung, Forschung und Innovation wurden in der Schweiz 2017 Aufwendungen für Forschung & Entwicklung im Umfang von 22,5 Milliarden Schweizer Franken getätigt. Dieser Betrag entspricht 3,4 % des BIP. Die Schweiz gehört damit zu den Ländern, die im Verhältnis zu ihrem BIP die höchsten Investitionen in Forschung und Entwicklung tätigen. Wie in vielen weiteren Industriestaaten, entfällt der größte Teil dieser Aufwendungen auf die Privatwirtschaft, die rund zwei Drittel der Aktivitäten im Bereich Forschung & Entwicklung finanziert und durchführt. Neben den kantonalen Universitäten und den beiden Eidgenössischen Technischen Hochschulen ist in der Schweiz primär der Bund für die staatliche F&E-Förderung zuständig. Die wichtigsten Förderinstrumente des Bundes sind dabei der Schweizerische Nationalfonds zur Förderung der wissenschaftlichen Forschung und des wissenschaftlichen Nachwuchs (jährliches Förderbudget von rund 1,2 Milliarden CHF) sowie die Innosuisse, die Schweizerische Agentur für Innovationsförderung (jährliches Förderbudget von rund 200 Mio. CHF). Zusätzlich ist die Beteiligung an den Forschungsrahmenprogrammen der Europäischen Union von besonderer Bedeutung für die Schweiz.